# В’язовка (Майнський район)
В’язовка (рос. Вязовка) — село в Майнському районі Ульяновської області Російської Федерації.
Населення становить 356 осіб. Входить до складу муніципального утворення Майнське міське поселення.

## Історія
Від 2004 року входить до складу муніципального утворення Майнське міське поселення.

## Населення
| 2010 |
| ---- |
| 356  |